# Manuel Chao

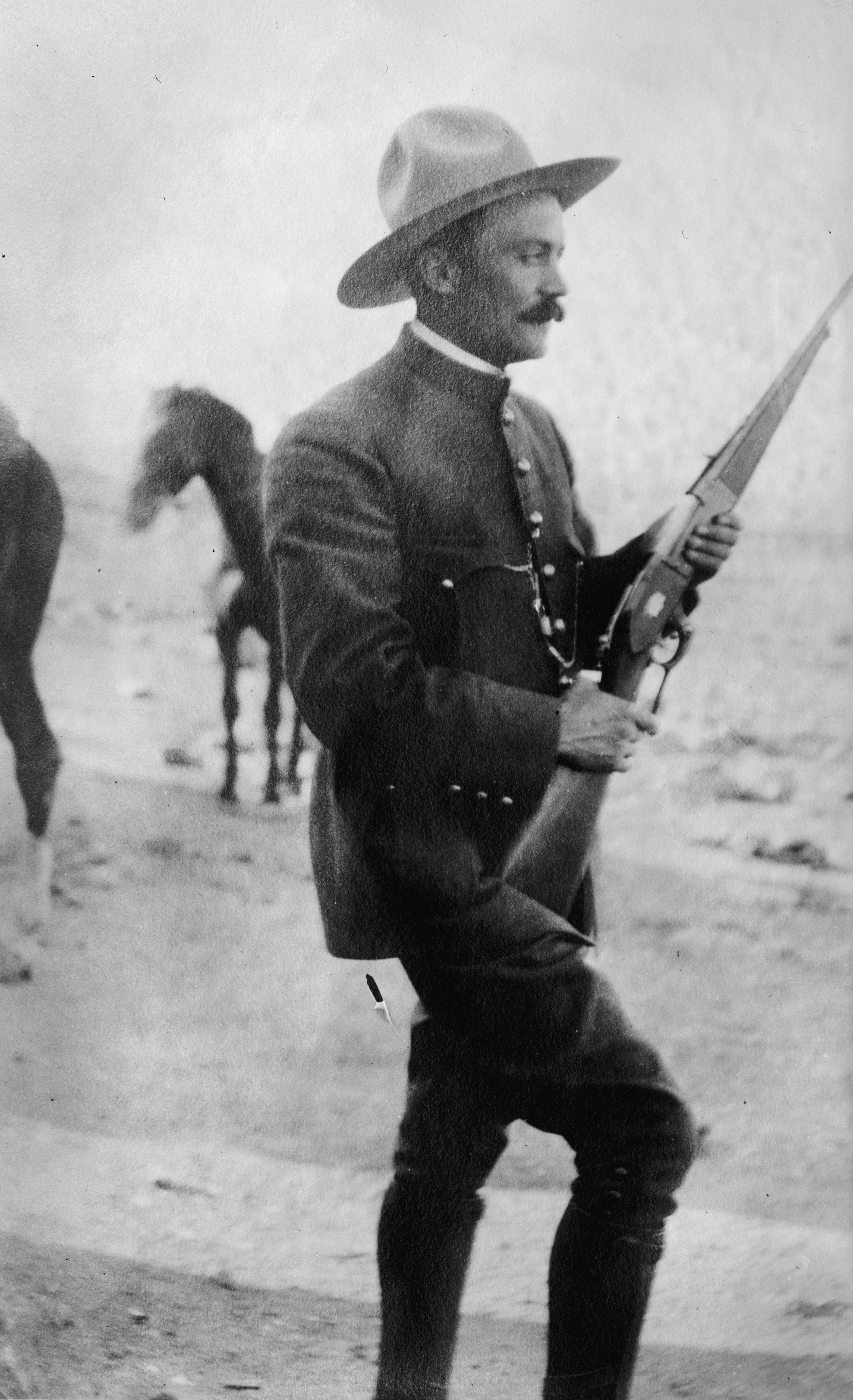
Manuel Chao

Manuel Chao (Tuxpan, 1883 - Ciudad Juárez, 12 juni 1924) was een Mexicaans militair en revolutionair.
Chao was afkomstig uit de staat Veracruz en volgde een opleiding tot schoolmeester. In 1910 sloot hij zich aan bij de Mexicaanse Revolutie aan de zijde van Francisco I. Madero. Na de moord op Madero door generaal Victoriano Huerta in 1913 sloot hij zich aan bij de Divisie van het Noorden van Pancho Villa in het verzet tegen Huerta. Chao was een van Villa's naaste getrouwen. Hij werd Villistisch gouverneur van Chihuahua en nam onder andere deel aan de inname van Zacatecas. Nadat Huerta was verdreven werd Chao afgevaardigde in de Conventie van Aguacalientes. Chao werd benoemd tot divisiegeneraal toen de strijd zich hervatte en leidde de Villisten in de slag bij El Ébano tegen het constitutionalistisch leger. Chao werd verslagen en vluchtte naar Costa Rica.
In 1923 keerde Chao terug naar Mexico om zich aan te sluiten bij de De la Huertaopstand. De opstand werd echter neergeslagen en Chao werd gefusilleerd.